# 325 a.C.

## Eventos
- Décimo Júnio Bruto Esceva e Lúcio Fúrio Camilo, cônsules romanos.
- Continua a Segunda Guerra Samnita.
- A estátua de Diana de Versalhes é criada.
- Viagem de exploração do grego Píteas ao Noroeste da Europa, circum-navegando a Grã-Bretanha.